# Priit Vesilind
Priit Juho Vesilind (4. ledna 1943 – 3. listopadu 2023) byl estonský a americký spisovatel a fotožurnalista časopisu National Geographic a autor literatury faktu. 

## Životopis
Vesilind se narodil v Tallinnu. V roce 1944, když mu bylo jeden a půl, jeho matka Aino vzala jeho a jeho bratra Aarna a uprchla do Československa. Rodina utíkala před sovětskou okupací jejich vlasti během druhé světové války.  Později se jeho otec Paul Eduard Vesilind připojil ke své ženě a dětem a dalších pět let po válce strávili v táborech pro vysídlené osoby v Geislingen v západním Německu.  V roce 1949 rodina emigrovala do Spojených států amerických. Dětství strávil v Beaveru, malém městě v západní Pensylvánii. V roce 1964 vystudoval vysokou školu svobodných umění na Colgate University, která se nachází ve městě Hamilton v Madison County, New York, získal BA v angličtině a poté MA v oboru Communications Photography na Syracuse University. 

## Kariéra
Před prací pro National Geographic Vesilind sloužil jako poručík v námořní záloze Spojených států, umístěný na námořní komunikační stanici na Havaji. Byl reportérem a redaktorem pro Atlanta Journal, Syracuse Herald Tribune a Providence Journal. Vesilindova kariéra v National Geographic trvala více než třicet let a dostal se až na pozici redaktora a hlavního spisovatele časopisu Expedition. 
Vesilind pracoval jako redaktor, spisovatel a fotograf na volné noze a žil se svou ženou Rimou v Manassasu ve Virginii v USA.  Vesilind zemřel 3. listopadu 2023 ve věku 80 let. 

## Ocenění
V roce 2004 udělil bývalý estonský prezident Lennart Meri Vesilindovi Řád bílé hvězdy třetí třídy. 

## Publikovaná díla
- National Geographic on Assignment USA, Publisher: National Geographic Books (1997), ISBN 0-7922-7011-8
- Horse People, Publisher: Bökforlaget Max Ström, Stockholm (2003), ISBN 91-89204-71-9
- Eestlane Igas Sadamas—An Estonian in every Port, Publisher: Kirjastus Varrak, Tallinn (2004), ISBN 9985-3-0837-9
- Lost Gold of the Republic: The Remarkable Quest for the Greatest Shipwreck Treasure of the Civil War Era, Publisher: Shipwreck Heritage Press (2004), ISBN 1-933034-06-8
- Eesti Aastal 1979—Estonia in the Year 1979, Publisher: Kirjastus Varrak (2006), ISBN 9985-3-1344-5, ISBN 978-9985-3-1344-2
- The Singing Revolution, Publisher: Varrak Publishers Ltd (2008), ISBN 978-9985-3-1623-8
- When the Noise Had Ended—Geislingen's DP Children Remember, Publisher: Lakeshore Press (2009), ISBN 978-1-61539-531-6: Co-author Mai Maddisson